# Джошуа Паркер
Джошуа Кевін Стенлі Паркер (англ. Joshua Kevin Stanley Parker, нар. 1 грудня 1990, Слау) — антигуанський футболіст, півзахисник, нападник клубу «Вікомб Вондерерз». Виступав, зокрема, за клуби КПР та «Олдем Атлетик», а також національну збірну Антигуа і Барбуда.

## Клубна кар'єра

### «Квінз Парк Рейнджерс»
Народився 1 грудня 1990 року в місті Слау. Вихованець футбольної школи клубу КПР. У січні 2010 року перейшов в оренду до представника Національної конференції «Вімблдон». У складі клубу з однойменного міста зіграв два поєдики. 10 квітня 2010 року дебютував у Чемпіоншипі, в переможному (2:0) поєдинку «Крістал Пелес» на Селгерст Парк на останніх хвилинах замінив Аделя Таарабта. Два тижні по тому, в переможному (1:0) матчі проти «Барнслі», вперше вийшов у стартовому складі КПР. Наприкінці сезону головний тренер Ніл Ворнок запропонував юнакові нову річну угоду. У жовтні 2010 року відправився в 1-місячну оренду до клубу Другої ліги «Нортгемптон Таун». У складі клубу зіграв 3 матчі й за тиждень до завершення угоди повернувся в КПР. 23 листопада 2010 року перейшов у 3-місячну оренду до «Вікомб Вондерерз», того ж дня встиг дебютувати за нову команду в поєдинку проти «Торкі Юнайтед», вийшовши на поле з лави запасних у другому таймі. Орендну угоду розірвали після перелому лівої ноги, який Джошуа отримав під час виступу за Антигуа і Барбуду. Після цього паркер повернувся до КПР, але не зміг більше зіграти жодного матчу а по завершенні сезону та виходу команди в Прем'єр-лігу отримав статус вільного агента.

### «Олдем Атлетик»
5 серпня 2011 року, після успішного перегляду, підписав 1-річний контракт з «Олдем Атлетик». У новій команді дебютував у поєдинку першого туру Футбольної лігиАнглії 2011/12 проти «Шеффілд Юнайтед». 8 березня 2012 року перейшов в оренду до представника Другої ліги «Дагенем енд Редбрідж».
По завершенні сезону 2011/12 років, разом з ще 8-ма гравцями, залишив клуб вільним агентом.

### «Оксфорд Юнайтед»
У грудні 2012 року перейшов на безконтрактній основі в «Оксфорд Юнайтед». Зіграв 15 матчів у чемпіонаті, в яких не відзначився жодним голом, а в травні 2013 року залишив команду.

### «Домжале» та «Црвена Звезда»
У червні 2013 року підсилив словенський клуб «Домжале». Дебютував за нову команду 4 липня в матчі кваліфікаційного етапу Ліги Європи УЄФА проти румунської «Астри». За підсумками сезону 2013/14 років футболіст зіграв 25 матчів в чемпіонаті країни і забив 11 голів, потрапивши до числа найкращих бомбардирів ліги, однак його команда стала лише шостою. 8 січня 2015 року підписав 2-річний контракт з «Црвену Звезду» з Суперліги Сербії..
20 серпня 2015 року підписав короткострокову орендну угоду з «Абердином», яка повинна була діяти до січня 2016 року.

### «Джиллінгем»
У січні 2017 року приєднався до «Вілдстоуна» з Національної ліги Південь, але два тижні по тому перейшов до представника Першої ліги ФК «Джиллінгем», з яким уклав договір до завершення сезону 2016/17 років. Після свого переходу одразу ж проявив талант нападника, відзначився голом у своєму дебютному (товариському) матчі проти бельгійського клубу «Патро Ейсден Масмехелен», а також на 95-й хвилині поєдинку чемпіонату проти «Порт Вейл», в якому вийшов на поле з лави запасних. по завершенні сезону короткостроковий контракт Джошуа продовжили на 2 роки.

### «Чарльтон Атлетик»
Приєднався до «Чарльтон Атлетик» наприкінці дедлайну літнього трансферного вікна, підписавши 6-місячний контракт.
По завершенні сезону 2018/19 років залишив клуб вільним агентом.

### «Вікомб Вондерерз»
1 серпня 2019 року перейшов до «Вікомб Вондерерз». Дебютним голом за нову команду відзначився 12 вересня 2019 року в поєдинку Трофея Футбольної ліги проти «Мілтон-Кінз Донз». Станом на 25 грудня 2020 року відіграв за клуб з Хай-Вікомба 16 матчів в національному чемпіонаті.

## Виступи за збірну
Паркер мав право на міжнародному рівні представляти Антигуа і Барбуда. У листопаді 2010 року, разом зі своїм колишнім одноклубником по КПР Мікеле Лейгертвудом, отримав виклик до національної збірної Антигуа і Барбуда для матчів кваліфікації Карибського кубку, які повинні були проходити з 10 по 14 листопада в Сент-Джонсі (Антигуа і Барбуда). Паркер відіграв усі 90 хвилині 10 листопада 2010 року в переможному (2:1) матчі проти Суринаму. У складі національної збірної грав на Карибському кубку 2010 та 2014 років. У 2015 році був капітаном збірної.

## Особисте життя
У березні 2016 року став учасником проекту Channel 4 «Пари приходять обідати зі мною» (Сезон 3, епізод 33), який знятий в Абердіні під час перебування Паркера в оренді.

## Статистика виступів

### Клубна
Станом на 3 жовтня 2020
| Клуб                            | Сезон             | Ліга                     | Ліга  | Ліга | Національний кубок | Національний кубок | Кубок ліги | Кубок ліги | Інші  | Інші | Загалом | Загалом |
| Клуб                            | Сезон             | Дивізіон                 | Матчі | Голи | Матчі              | Голи               | Матчі      | Голи       | Матчі | Голи | Матчі   | Голи    |
| ------------------------------- | ----------------- | ------------------------ | ----- | ---- | ------------------ | ------------------ | ---------- | ---------- | ----- | ---- | ------- | ------- |
| «Квінз Парк Рейнджерс»          | 2009–10           | Чемпіоншип               | 4     | 0    | 0                  | 0                  | 0          | 0          | —     | —    | 4       | 0       |
| «Квінз Парк Рейнджерс»          | 2010–11           | Чемпіоншип               | 1     | 0    | 0                  | 0                  | 1          | 0          | —     | —    | 2       | 0       |
| «Квінз Парк Рейнджерс»          | Загалом           | Загалом                  | 5     | 0    | 0                  | 0                  | 1          | 0          | —     | —    | 6       | 0       |
| «Вімблдон» (оренда)             | 2009–10           | Національна Конференція  | 2     | 0    | 0                  | 0                  | —          | —          | 1     | 0    | 3       | 0       |
| «Нортгемптон Таун» (оренда)     | 2010–11           | Друга ліга               | 3     | 0    | 0                  | 0                  | —          | —          | 0     | 0    | 3       | 0       |
| «Вікомб Вондерерз» (оренда)     | 2010–11           | Друга ліга               | 1     | 0    | 0                  | 0                  | —          | —          | 0     | 0    | 1       | 0       |
| «Олдем Атлетик»                 | 2011–12           | Перша ліга               | 13    | 0    | 2                  | 0                  | 1          | 0          | 2     | 0    | 18      | 0       |
| «Дагенем енд Редбрідж» (оренда) | 2011–12           | Друга ліга               | 8     | 0    | —                  | —                  | —          | —          | —     | —    | 8       | 0       |
| «Оксфорд Юнайтед»               | 2012–13           | Друга ліга               | 15    | 0    | 0                  | 0                  | 0          | 0          | 1     | 0    | 16      | 0       |
| «Домжале»                       | 2013–14           | Перша ліга Словенії      | 25    | 11   | 3                  | 1                  | —          | —          | 2     | 0    | 30      | 12      |
| «Домжале»                       | 2014–15           | Перша ліга Словенії      | 17    | 3    | 3                  | 2                  | —          | —          | —     | —    | 20      | 5       |
| «Домжале»                       | Загалом           | Загалом                  | 42    | 14   | 6                  | 3                  | —          | —          | 2     | 0    | 50      | 17      |
| «Црвена Звезда»                 | 2014–15           | Суперліга Сербії         | 9     | 2    | 0                  | 0                  | —          | —          | —     | —    | 9       | 2       |
| «Црвена Звезда»                 | 2015–16           | Суперліга Сербії         | 3     | 2    | 0                  | 0                  | —          | —          | 2     | 0    | 5       | 2       |
| «Црвена Звезда»                 | Загалом           | Загалом                  | 12    | 4    | 0                  | 0                  | —          | —          | 2     | 0    | 14      | 4       |
| «Абердин» (оренда)              | 2015–16           | Прем'єршип Шотландії     | 7     | 0    | 0                  | 0                  | 1          | 0          | 0     | 0    | 8       | 0       |
| «Вілдстоун»                     | 2016–17           | Національна ліга Південь | 0     | 0    | 0                  | 0                  | —          | —          | 0     | 0    | 0       | 0       |
| «Джиллінгем»                    | 2016–17           | Перша ліга               | 16    | 2    | 0                  | 0                  | 0          | 0          | 0     | 0    | 16      | 2       |
| «Джиллінгем»                    | 2017–18           | Перша ліга               | 42    | 10   | 3                  | 1                  | 1          | 0          | 3     | 1    | 49      | 12      |
| «Джиллінгем»                    | 2018–19           | Перша ліга               | 21    | 3    | 2                  | 0                  | 1          | 0          | 0     | 0    | 24      | 4       |
| «Джиллінгем»                    | Загалом           | Загалом                  | 79    | 16   | 5                  | 1                  | 2          | 0          | 3     | 1    | 89      | 18      |
| «Чарльтон Атлетик»              | 2018–19           | Перша ліга               | 10    | 0    | —                  | —                  | —          | —          | 3     | 0    | 13      | 0       |
| «Чарльтон Атлетик»              | Загалом           | Загалом                  | 10    | 0    | 0                  | 0                  | 0          | 0          | 3     | 0    | 13      | 0       |
| «Вікомб Вондерерз»              | 2019–20           | Перша ліга               | 13    | 0    | 1                  | 0                  | 1          | 0          | 3     | 1    | 18      | 1       |
| «Вікомб Вондерерз»              | 2020–21           | Чемпіоншип               | 3     | 0    | 0                  | 0                  | 1          | 0          | —     | —    | 4       | 0       |
| «Вікомб Вондерерз»              | Загалом           | Загалом                  | 16    | 0    | 1                  | 0                  | 2          | 0          | 3     | 1    | 22      | 1       |
| Усього за кар'єру               | Усього за кар'єру | Усього за кар'єру        | 166   | 23   | 11                 | 3                  | 6          | 0          | 16    | 2    | 199     | 28      |

1. ↑  Матчі в Трофеї ФА
2. 1 2  Матчі в Трофеї Футбольної ліги
3. 1 2  Матчі в Лізі Європи
4. 1 2  Матчі в Трофеї ФЛ
5. ↑  Три матчі в плей-оф Першої ліги

### Голи за збірну
Рахунок та результат збірної Антигуа і Барбуда в таблиці вказано на першому місці.
| № | Дата            | Місце                          | Суперник           | Рахунок | Результат | Змагання                            |
| - | --------------- | ------------------------------ | ------------------ | ------- | --------- | ----------------------------------- |
| 1 | 8 жовтня 2014   | Ато Болдон, Кува               | Сент-Люсія         | 2–1     | 2–1       | кваліфікація Карибського кубку 2014 |
| 2 | 14 червня 2015  | Сер Вівіан Річардс, Норз-Саунд | Сент-Люсія         | 1–0     | 4–1       | кваліфікація чемпіонату світу 2018  |
| 3 | 14 червня 2015  | Сер Вівіан Річардс, Норз-Саунд | Сент-Люсія         | 3–1     | 4–1       | кваліфікація чемпіонату світу 2018  |
| 4 | 23 березня 2016 | Сер Вівіан Річардс, Норз-Саунд | Аруба              | 1–0     | 2–1       | кваліфікація Карибського кубку 2017 |
| 5 | 21 березня 2018 | Сер Вівіан Річардс, Норз-Саунд | Бермудські Острови | 2–1     | 3–2       | Товариський матч                    |

## Досягнення
«Чарльтон Атлетик»
- Плей-оф Першої ліги
  -  Чемпіон (1): 2019[34]

«Вікомб Вондерерз»
- Плей-оф Першої ліги
  -  Чемпіон (1): 2020[35]